# آی‌پد مینی (نسل ششم)
نشل ششم آی‌پد مینی (به انگلیسی: iPad Mini (6th generation)) (که به عنوان آی‌پد مینی فروخته می شود و در زبان عامیانه به آن آی‌پد مینی ۶ گفته می شود) یک تبلت از برند آی‌پد مینی است که در ۱۴ سپتامبر ۲۰۲۱ معرفی شد. در همان روز تولید آی‌پد مینی نسل پنجم متوقف شد. 
با بزرگ‌تر شدن صفحه به اندازه ۸٫۳ اینچی و پشتیبانی از نسل دوم اپل پنسل این اولین بازطراحی سری آی‌پد مینی است که آن را شبیه به نسل چهارم آی‌پد ایر کرده.

## امکانات

### سخت افزار
از نظر ظاهری، این نسخه در اصل یک نسخهٔ کوچکتر از نسل چهارم آی‌پد ایر، نسل سوم و پنجم آی‌پد پرو است. تفاوت های آی‌پد مینی شامل فلاش دوربینی است که در آی‌پد ایر ۴ وجود ندارد، جابجایی دکمه های کنترل صدا در بالا که بخاطر جا دادن اپل پنسل است و عدم اتصال هوشمند به صفحه کلید مجیک که احتمالاً بخاطر کوچک بودنش است. از نظر داخلی، دارای یک چیپست A15 اپل است که آندر کلاک شده است. این اولین طراحی مجدد آیپد مینی از زمان آیپد مینی ۳ در سال ۲۰۱۴ و اولین بازطراحی اصلی از زمان معرفی آن در سال ۲۰۱۲ است.
این صفحه نمایش ۸٫۳ اینچی مایع صفحه نمایش رتینا، بلندتر و کمی باریک تر از مدل های قبلی است. صفحه نمایش لمینیت است و دارای پوشش ضد انعکاس و همچنین رنگ گسترده و تروتون است.
دکمه Home از پایین تبلت حذف می شود و حسگر تاچ آی‌دی به دکمه خاموش و رشون شدن منتقل می شود. دکمه های کنترل صدا به لبه بالایی دستگاه منتقل شده اند تا اپل پنسل را در خود جای دهد.

### قابلیت اتصال
نسل ششم آی‌پد مینی، رابط لایتنینگ اختصاصی اش را برای هماهنگ سازی با یواس‌بی مدل سی عوض کرده است. مدل‌ها دارای بلوتوث ۵.۰ و وای-فای هستند.